# Heckler & Koch GMW
Granatmaschinenwaffe (GMW) è un lanciagranate automatico prodotto dalla Heckler & Koch.
L'arma, progettata per le forze armate tedesche, può sparare fino a 340 granate da 40 mm al minuto. È lunga 1,09 m e pesa 29 kg; il treppiede pesa 11 kg.
Il lanciagranate può essere utilizzato da soldati di fanteria direttamente da terra oppure può essere montato sulle torrette dei carri armati o sugli elicotteri.
Tra i vari accessori compatibili vi sono diversi organi di mira, laser e ottici, utilizzabili anche con un visore notturno.